# Mercury-Atlas 9
A Mercury-Atlas 9 (MA-9) foi a sexta missão espacial tripulada do Programa espacial dos Estados Unidos, usando um foguete Atlas LV-3B. Ela ocorreu em 15 de maio de 1963, levando Gordon Cooper como astronauta. Essa missão, parte do Programa Mercury, foi responsável por colocar o quarto astronauta Norte americano em órbita da Terra, encerrando o Projeto Mercury. A espaçonave, foi batizada como Faith 7 pelo astronauta Gordon Cooper, seguindo o mesmo protocolo usado por seus antecessores.
O lançamento da MA-9 foi efetuado a partir do Centro de lançamento de Cabo Canaveral na Flórida.
Depois da fase de voo conduzida pelo foguete, a espaçonave com o astronauta a bordo se separou e prosseguiu num voo orbital, a velocidade de mais de 7 000 m/s, com a altitude variando entre 161 e 267 km aproximadamente. O voo executou vinte e duas órbitas em 34 horas, antes de reentrar na atmosfera e pousar suavemente por intermédio de paraquedas, a amerrissagem foi bastante precisa, apenas 6 km distante da área de pouso planejada, no Oceano Atlântico.
Esse voo, teve um pequeno problema. durante a penúltima órbita (21), houve um curto circuito que deixou o sistema de controle e estabilização automática sem energia. Apesar disso, os procedimentos de reentrada foram executados com sucesso manualmente, e a reentrada ocorreu dentro dos parâmetros previstos. Fora esse pequeno incidente, todos os demais aspectos do voo foram bem sucedidos.